# Siam Air
Siam Air Transport Co., Ltd., mais conhecida como Siam Air, era uma companhia aérea tailandesa com sede em Banguecoque. Seu hub principal era o Aeroporto Internacional de Don Mueang.

## História
A companhia aérea foi fundada em 4 se junho de 2010 e iniciou suas operações em outubro de 2014 com serviços saindo de Don Mueang para Hong Kong, usando dois Boeing 737-300s. Dois Boeing 737-800s foram adicionados à sua frota no final de 2015. Ela se expandiu adicionando Zhengzhou e Cantão à sua network no início de 2015. No final de 2015, a companhia aérea lançou voos para Macau e Singapura. Em 2017, a companhia aérea encerrou todas as operações.

## Frota
A frota da Siam Air consistia nas seguintes aeronaves (Dezembro de 2015):
| Aeronaves      | Em Serviço | Ordens | Passageiros | Notas |
| -------------- | ---------- | ------ | ----------- | ----- |
| Boeing 737-300 | 2          | –      | 145         |       |
| Boeing 737-800 | 2          | –      | 186         |       |
| Total          | 4          | 0      |             |       |